# 松本悠介
松本 悠介（まつもと ゆうすけ、1991年6月6日 - ）は、日本のラグビー選手。

## プロフィール
- 奈良県天理市出身。
- 現役時代のポジションはウィング(WTB)センター(CTB)
- 身長 180cm、体重 86kg
- ニックネームはユースケ。
- 弟の仁志もラグビー選手（現・豊田自動織機シャトルズ愛知）
- 特技はケーキを作れること[2]。

## 略歴
2010年、天理高校卒業後、天理大学に入る。　
2014年、天理大学卒業後、リコーブラックラムズ(現・リコーブラックラムズ東京)に加入。同年9月6日に行われたジャパンラグビートップリーグ第3節の近鉄ライナーズ戦に途中出場で公式戦初出場を果たす。
2022年、現役を引退した。